# 特勒波勒摩斯 (攝政)
特勒波勒摩斯（希臘語：Tληπoλεμoς），是托勒密埃及的將領，後來成為托勒密五世的攝政。他的出生與死亡時間都不清楚。
特勒波勒摩斯出身一個顯赫的波斯家族，在前三世紀後期移居埃及。他是一位培琉喜阿姆區的大將（strategos），在前202年王國攝政阿加托克利斯的惡行引起民眾暴動而被殺，後由特勒波勒摩斯接任攝政的位置，他於這職位的時間不長，在前201年由阿列細亞的阿里斯托梅尼所取代。

## 腳註
1. ↑  Ian Scott-Kilvert, F. W. Walbank, eds, Polybius: The rise of the Roman Empire (Harmondsworth: Penguin, 1979) p. 484 note 1

## 來源
- 波利比烏斯, xv.25 （页面存档备份，存于）, 34 （页面存档备份，存于）
- Edwyn Bevan, The House of Ptolemy, Chapter 7, passim （页面存档备份，存于）
- Walter Ameling, "Tlepolemos [4]" in Der neue Pauly vol. 12 part 1 p. 636 f.